# 피오 마르마이
피오 마르마이(Pio Marmaï, 1984년 7월 13일 ~ )는 프랑스의 배우이다.

## 출연 작품
- 디피컬트 (2023) - 알베르 역
- 더 쓰리 머스커티어스: 달타냥 (2023) - 포르토스 역
- 균열 (2021)
- 나는 어떻게 슈퍼히어로가 되었는가 (2021)
- 펠리시타 (2020)
- 트러블 위드 유 (2018)
- 리부트 (2017)
- 산타 앤 컴퍼니 (2017)
- 부르고뉴, 와인에서 찾은 인생 (2017)
- 방데르 (2015)
- 우리의 미래 (2015)
- 난 그녀와 키스했다 (2015)
- 마에스트로 (2014)
- 밝은 미래 (2014)
- 인 더 코트야드 (2014)
- 파리 폴리 (2014)
- 그랜드 디파트 (2013)
- 나이츠 위드 데오도르 (2012)
- 알리야 (2012)
- 해피 이벤트 (2011)
- 시작은 키스! (2011)
- 리빙 온 러브 얼론 (2010)
- 당신 삶의 첫번째 휴일 (2008)
- 디다인 (2008)